# Diaphorus parmatus
Diaphorus parmatus är en tvåvingeart som beskrevs av Van Duzee 1915. Diaphorus parmatus ingår i släktet Diaphorus och familjen styltflugor.
Artens utbredningsområde är Kalifornien. Inga underarter finns listade i Catalogue of Life.